# Shark Tale
Shark Tale là một bộ phim phiêu lưu hoạt hình máy tính của Mỹ năm 2004 do DreamWorks Animation sản xuất và được phân phối bởi DreamWorks Pictures. Nó được đạo diễn bởi Vicky Jenson, Bibo Bergeron, và Rob Letterman, đóng vai chính của Will Smith, Robert De Niro, Renée Zellweger, Angelina Jolie, Jack Black, và Martin Scorsese.

## Lồng tiếng
- Will Smith vai cá mó bác sĩ Oscar.
- Robert De Niro vai cá mập trắng lớn Don Lino.
- Renée Zellweger vai cá thần tiên Angie.
- Jack Black vai cá mập trắng lớn ăn chay Lenny.
- Angelina Jolie vai cá sư tử Lola.
- Martin Scorsese vai cá nóc Sykes.
- Ziggy Marley vai sứa Jamaica Ernie.
- Doug E. Doug vai sứa Jamaica Bernie.
- Michael Imperioli vai cá mập trắng lớn Frankie.
- Vincent Pastore vai bạch tuộc Luca.
- Peter Falk vai cá mập báo già Don Feinberg.
- Katie Couric vai cá vược Katie Current.
- David P. Smith vai ốc mượn hồn Crazy Joe.
- Bobb'e J. Thompson vai cá bò viết nguệch ngoạc, thành viên the Shorties.
- Kamali Minter vai cá chim cờ, thành viên the Shorties.
- Emily Lyon Segan vai cá nóc sừng đuôi dài, thành viên the Shorties.
- Shelley Morrison vai cá weever già Mrs. Sanchez.
- David Soren vai tôm thực sự không tên.
- Sean Bishop vai cá nhà táng không tên, cá tiền tip 1, cá hổ kình 1.
- Christina Aguilera vai sứa ca sĩ Christina Aguilera.
- Missy Elliott vai cá ca sĩ Missy Elliott.
- Katie Current vai cá hồi cát Katie Current.
- David Soren vai giun, sao biển 1, cá hổ kình 2.
- Phil LaMarr vai tôm prawn chủ cửa hàng.
- James Ryan vai hàu, sao biển 2, sao biển 3, cá nhân viên thu ngân, cá voi hề.
- David L Yanover vai cá taxi
- Steve Alterman vai cá tiền tip 2
- Lenny Venito vai cá mập đầu búa Guiseppe và cá mập trắng lớn 1.
- James Madio vai cá mập trắng lớn 2 và cá mập đầu búa 1
- Frank Vincent vai cá mập trắng lớn 3
- Nhiều diễn viên lồng tiếng khác với các vai là cá voi trắng Janice, đồng nghiệp trong Whale Wash 1, đồng nghiệp trong Whale Wash 2, Jonathan, Headphone Guy, cua vệ sĩ, cá cảnh báo có cá mập nguy hiểm, cá mập đầu búa 2.